# Calvin Coffey
Calvin Thomas Coffey (* 27. Januar 1951 in Norwich, Connecticut) ist ein ehemaliger Ruderer aus den Vereinigten Staaten. Er war 1976 Olympiazweiter mit dem Zweier ohne Steuermann.

## Karriere
Der 1,88 m große Calvin Coffey gewann bei den Panamerikanischen Spielen 1971 die Bronzemedaille im Vierer mit Steuermann. 1973 trat er mit dem amerikanischen Achter bei den Europameisterschaften in Moskau an und belegte den sechsten Platz. Zwei Jahre später ruderte er mit dem Vierer ohne Steuermann auf den siebten Platz bei den Weltmeisterschaften 1975.
Bei den Olympischen Spielen 1976 in Montreal trat Coffey mit Mike Staines im Zweier ohne Steuermann an. Im Vorlauf belegten die beiden den zweiten Platz hinter Bernd und Jörg Landvoigt aus der DDR. Diese beiden Boote gewannen auch die Halbfinalläufe. Im Finale siegte das Boot aus der DDR mit über drei Sekunden Vorsprung vor Coffey und Staines, die ihrerseits drei Sekunden Vorsprung vor den Westdeutschen Peter van Roye und Thomas Strauß hatten.
Calvin Coffey studierte an der Northeastern University. 1976 startete er für den Vesper Boat Club in Philadelphia.